# Dylan Mika
Dylan Gabriel Mika (Auckland, 17 aprile 1972 – Auckland, 20 marzo 2018) è stato un rugbista a 15 neozelandese, terza linea che rappresentò sia Samoa che gli All Blacks a livello internazionale.

## Biografia
Nato in una famiglia di origine samoana, Dylan Mika entrò giovanissimo nelle rappresentative minori della Auckland; nel 1992, prima ancora di esordire nel campionato nazionale provinciale, gli fu diagnosticato il diabete; esordì per Auckland nel 1994 e contemporaneamente, potendo essere all'epoca idoneo per giocare sia con la Nuova Zelanda che con Samoa, scelse quest'ultima per il suo esordio internazionale, che avvenne contro il Galles a Moamoa nel giugno 1994.
A settembre di quello stesso anno fu in Italia al Brescia per una stagione, poi, tornato ad Auckland, fu incluso nella neoistituita franchise professionistica dei Blues che si apprestava a disputare la prima edizione del Super Rugby; con tale squadra Mika vinse le prime due edizioni del torneo.
Nel 1998 tornò a essere idoneo per la Nuova Zelanda e un anno più tardi fu chiamato in squadra: furono 7 gli incontri totali con gli All Blacks, l'ultimo dei quali la finale del terzo posto alla Coppa del Mondo di rugby 1999 persa contro il Sudafrica.
Nel 2000 Mika fu tra i vari giocatori neozelandesi che emigrarono in Giappone; tre anni più tardi, terminato il contratto, smise di giocare nonostante un'offerta per continuare da parte di Bay of Plenty.
Già affetto da diabete, è scomparso nel 2018 all'età di 45 anni  a seguito di un attacco cardiaco.

## Palmarès
- Super Rugby: 2
Blues: 1996, 1997